# Dolgen (Sehnde)
Dolgen (früher Thologun) ist ein Ortsteil der Stadt Sehnde, südöstlich von Hannover.

## Geschichte
Um 800 war das Gebiet um Dolgen mit fränkischen Militärkolonisten besiedelt und gehörte zum Großen Freien. Die früheste Erwähnung von Dolgen ist in einer Urkunde des Klosters Corvey aus dem Jahr 973 erhalten.
Im Zuge der Gebietsreform wurde Dolgen am 1. März 1974 eint Ortsteil der Gemeinde, jetzt Stadt Sehnde.

## Politik
Dolgen hat einen siebenköpfigen Ortsrat gemeinsam mit den Ortsteilen Haimar und Evern.
Ortsbürgermeister ist Konrad Haarstrich.

## Kultur und Sehenswürdigkeiten

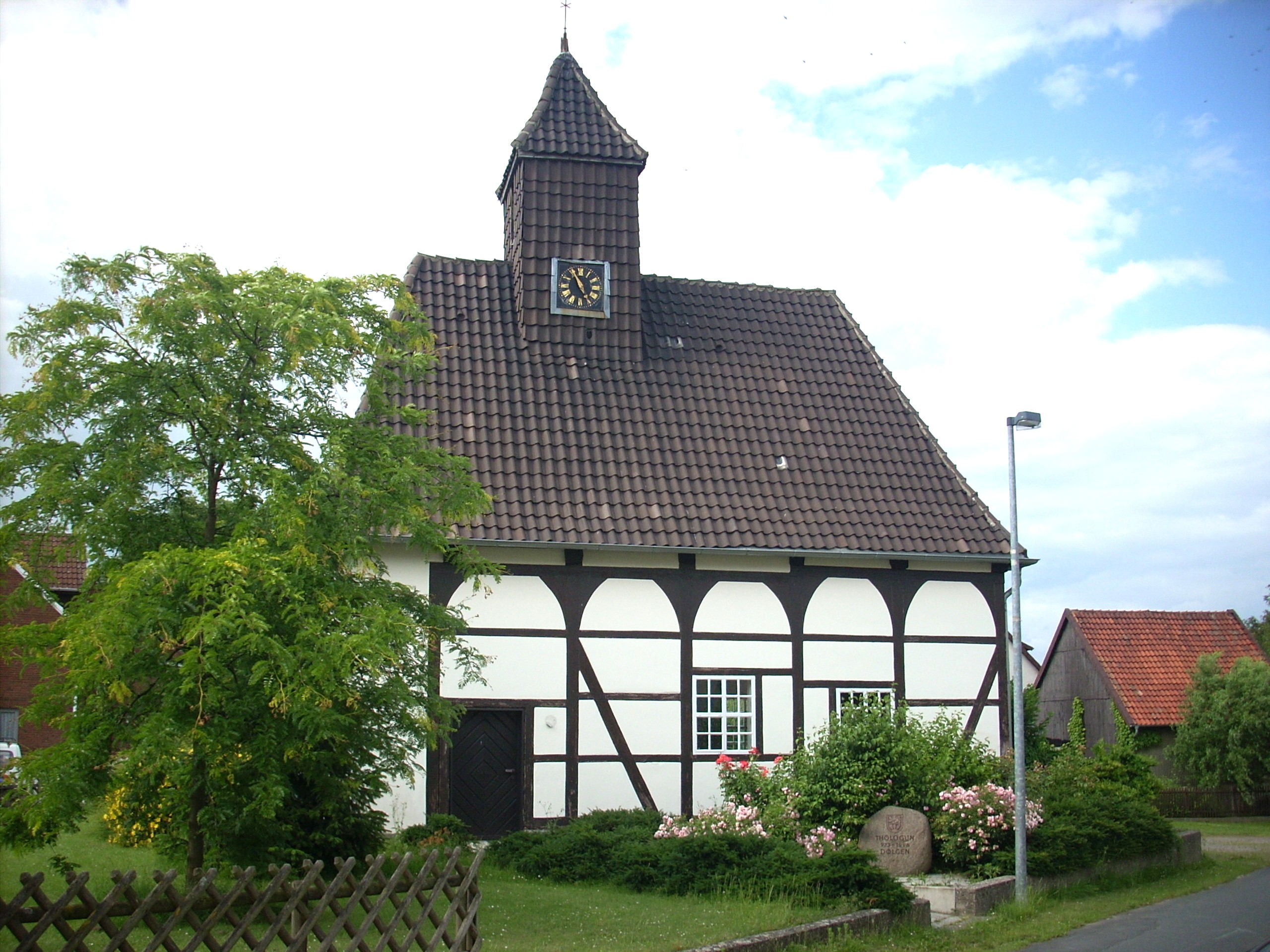
Kapelle

Die älteste Nachricht über die St.-Margareten-Kapelle ist in der Kirchenchronik verzeichnet. Dort heißt es: „Die Capelle zu Dolgen ist alt, hat beßerung nötig“, die 1664 erfolgte. Mehrere Instandsetzungen wurden im Laufe der Jahre vorgenommen. Die letzte im Jahr 1997. Durch starkes Absacken des Fundamentes tauchten Risse in den Wänden auf. Um die denkmalgeschützte Kapelle zu erhalten, wurde ein komplettes Fundament aus Beton auf etwa 3,50 m Tiefe angelegt.
Die Kapelle ist noch weitgehend in ihrer ursprünglichen Substanz erhalten.
Den Innenraum schmückt ein lebensgroßes Kruzifix. Es hängt über dem Altar und wurde von Pastor Garbe nach dem Ersten Weltkrieg aus Verdun mitgebracht. Die Glocke, die täglich um 18 Uhr erklingt, trägt auf ihrem Mantel die Inschrift: „Ursula heiß ich, all´ die Müden rufe ich. Goebel goß mich im Jahre unseres Herrn 1534“.

## Wirtschaft und Infrastruktur
Dolgen wird von einer Buslinie des Großraum-Verkehrs Hannover mit anderen Sehnder Ortsteilen sowie mit Hannover verbunden.